# Johannes Berndes (der Ältere)
Johannes Berndes, auch Bernhardi, (* Ende des 15. Jahrhunderts in Flensburg; noch erwähnt 1543; † vor 1550 ebenda) war ein Geistlicher der Reformationszeit in Flensburg.

## Leben und Wirken
Johannes Berndes war vermutlich ein Sohn des Rendsburger Amtmannes Berend Petersen († um 1495) und dessen Ehefrau Clawes Brun, deren Vater ein Bürgermeister von Flensburg war. Ein mutmaßlicher Halbbruder war der Flensburger Schlachter Asmus Petersen, der einen Sohn namens Paulus Erasmi († 11. August 1604) hatte, der ab 1571 als Pastor in Atzbüll tätig war. Er hatte darüber hinaus einen Bruder namens Nicolaus, der in Flensburg als Theologe wirkte. Berndes heiratete eine Frau namens Kerstin, die noch nachweislich 1553 lebte. Mit ihr hatte Berndes einen gleichnamigen Sohn, der ebenfalls Pastor wurde.
Berndes war spätestens ab 1511 Priester. Seit diesem Jahr gehörte er nachweislich dem Flensburger Kaland an. Damals hatte er eine Stelle als Vikar der St. Jakobs-Kapelle der Flensburger Marienkirche inne, die das Schuhmacheramt finanzierte. Bis Lebensende erhielt er die Einnahmen des Altars. Nach der Reformation erhielt er ab 1531 auch die Einkünfte des Marienaltars der Johanniskirche, getragen von der St. Erasmus- und Marien-Rosenkranz-Brüderschaft.
Wenngleich Belege hierfür fehlen, gibt es mehrere Hinweise, dass Berndes schon während der katholischen Zeit Kirchherr der Johanniskirche geworden sein könnte. So kontrollierte er 1527 als Kirchherr den Rechenschaftsbericht der Kirchgeschworenen für 1525/26. Sollte er dieses Amt tatsächlich schon 1525/26 innegehabt haben, ist anzunehmen, dass er die am 1. Advent 1526 in Flensburg durchgeführten Reformation in seiner Gemeinde durchsetzte. Belege dafür, wie Berndes das Luthertum aufnahm, sind allerdings nicht überliefert. Es ist aber anzunehmen, dass Berndes sich der Reformation anschloss, da ihn der dänische König Christian III. als Prediger an einer von drei Flensburger Stadtkirchen einsetzte. Als Kirchherr der Johanniskirche visitierte er 1541 gemeinsam mit den Kirchherren der Marienkirche und der Nikolaikirche, Gerd Slewert und Nicolaus Johannis, die Feldklöster Løgumkloster Sogn und Rudekloster. Sein weiteres Wirken in Flensburg und sein Todesdatum sind nicht dokumentiert.